# Зимові Олімпійські ігри 1940
Зимові Олімпійські ігри 1940 — скасоване міжнародне спортивне змагання із зимових видів спорту, яке повинно було пройти із 3 по 12 листопада 1940 року у Японії, місті Саппоро. За рахунком вони б стали  V Зимовими Олімпійськими Іграми.
Спочатку місцем проведення Олімпійських ігор вибрали місто Саппоро. Проте через розв'язання Японією війни з Китаєм право проведення ігор було передано швейцарському містечку Санкт-Моріц, де вже відбувалися Зимові Олімпійські ігри 1928. Втім, через розбіжності між швейцарським спортивним комітетом та МОК, Ігри вирішили перенести до німецького міста Гарміш-Партенкірхен, де проводилася попередня Олімпіада.
Попри те, що 1 вересня 1939 Третій Рейх напав на Польщу, Олімпійський комітет не починав ніяких дій щодо перенесення або скасування Олімпійських ігор. Фактично, Олімпійські ігри було скасовано лише 24 листопада 1939 року — до того ж, за ініціативою самої Німеччини, яка звинуватила Велику Британію та Францію у відмові в мирних пропозиціях Німеччини. З'являлися ідеї щодо Гельсінкі, але в листопаді Олімпіаду було взагалі скасовано у зв'язку із війною.
Саппоро прийняло Зимові Олімпійські ігри 1972 року; у Німеччині після 1936 року зимових олімпіад не було.